# Endless Forms Most Beautiful (canção)
"Endless Forms Most Beautiful" é o vigésimo terceiro single da banda finlandesa de metal sinfônico Nightwish, que foi lançado como parte do álbum de mesmo nome em 8 de maio de 2015 pela Nuclear Blast. Para promover a canção, um lyric video foi disponibilizado no mesmo dia do lançamento, e contém cenas da banda tocando num cenário rústico.

## Faixas
| N.º            | Título                                              | Compositor(es)    | Duração |  |
| 1.             | "Endless Forms Most Beautiful"                      | Tuomas Holopainen | 5:07    |  |
| 2.             | "Sagan" (versão instrumental)                       | Holopainen        | 4:44    |  |
| 3.             | "Endless Forms Most Beautiful" (versão alternativa) | Holopainen        | 5:09    |  |
| 4.             | "Endless Forms Most Beautiful" (versão editada)     | Holopainen        | 4:14    |  |
| Duração total: | Duração total:                                      | Duração total:    | 19:14   |  |

## Créditos
A seguir estão listados os músicos e técnicos envolvidos na produção do single "Endless Forms Most Beautiful":

### A banda
- Tuomas Holopainen – teclado
- Emppu Vuorinen – guitarra
- Marco Hietala – baixo, vocais
- Troy Donockley – gaita irlandesa, tin whistle, vocais
- Floor Jansen – vocais

### Músicos convidados
- Kai Hahto – bateria, percussão